# (1100) Arnica
(1100) Arnica es un asteroide perteneciente al cinturón de asteroides descubierto el 22 de septiembre de 1928 por Karl Wilhelm Reinmuth desde el observatorio de Heidelberg-Königstuhl, Alemania.

## Designación y nombre
Arnica se designó al principio como 1928 SD.
Posteriormente fue nombrado por las árnicas, una planta de la familia de las asteráceas.

## Características orbitales
Arnica está situado a una distancia media de 2,898 ua del Sol, pudiendo alejarse hasta 3,096 ua y acercarse hasta 2,701 ua. Su inclinación orbital es 1,035° y la excentricidad 0,06807. Emplea en completar una órbita alrededor del Sol 1802 días.
Arnica forma parte de la familia asteroidal de Coronis.